# Ernst Gustav Doerell (Agrarwissenschaftler)
Ernst Gustav Doerell (* 23. April 1892 in Aussig; † 9. März 1963 in Bad Wiessee) war ein deutsch-österreichischer Agrarwissenschaftler und Hochschulprofessor an der TU Prag.

## Leben
Doerell war ein Enkel des deutschen Malers Ernst Gustav Doerell. Er besuchte bis 1911 die Realschule in Teplitz-Schönau und danach den Abiturientenkurs der Aussiger Handelsakademie.
Nach Beendigung der Schulzeit arbeitete er vorübergehend als Korrespondent in einer großen chemischen Fabrik, bis er sich für vier Semester an der deutschen Technischen Hochschule in Prag für den Studiengang Kulturtechnik einschrieb. Zu Beginn seines Studiums trat er 1912 in die pflichtschlagende Burschenschaft Teutonia Prag ein. Sein Studium wurde durch den Beginn des Ersten Weltkriegs unterbrochen, an dem er als Kriegsfreiwilliger auf Seiten der k.u.k. Monarchie teilnahm.
1919 legte er an der Hochschule für Bodenkultur in Wien die 3. Staatsprüfung ab und promovierte 1923 zum Dr.-Ing.
Danach wurde er an die deutsche technische Hochschule in Prag als Professor für Bodenkultur berufen. Sein Hauptarbeitsgebiet waren Bodenkunde, Pflanzenernährung und Düngung.
1938 wurde er Geschäftsführer des „Vereins deutscher Düngerfabrikanten“ und Leiter der Versuchsstation in Hamburg. Nach dem Zweiten Weltkrieg wurde er in Hessen Kreisflüchtlingskommissar.
Ab Juni 1946 pachtete er eine Versuchsstation in Pinneberg für Arbeiten für die Superphosphat-Industrie. Von 1946 bis 1951 war er Geschäftsführer des „Vereins Deutscher Düngerfabrikanten“ in Hamburg.
Er ist der Vater des Rechtswissenschaftlers Peter Ernst Doerell.

## Schriften
- Handbuch der biophysikalischen und biochemischen Durchforschung des Bodens. Unter Mitwirkung von Julius Stoklasa. Parey, Berlin 1926, DNB 576547735.
- Die Düngung des Hopfens. In: Franz Honcamp (Hrsg.): Handbuch der Pflanzenernährung und Düngerlehre. Band 2. Springer, Berlin 1931, S. 770–784, DNB 366102028.
- Die Düngung des Hopfens (= Böhmische Brauerei-Annalen. Band 2). Verlag der Wissenschaftlichen Anstalt für Brauindustrie, Prag 1933, DNB 363921591.